# Aprilia Tuono
Die Aprilia Tuono ist ein Naked Bike des italienischen Motorradherstellers Aprilia, das seit dem Jahr 2002 produziert wird. Die ursprünglichen – und in diesem Artikel ausschließlich behandelten – Modelle mit V2- und V4-Motoren basieren auf dem jeweiligen Superbike seiner Zeit. Die Tuono 125 basiert auf der RS 125, während die 2021 eingeführte und von einem Reihenzweizylinder angetriebene Tuono 660 auf der RS 660 basiert.

## Allgemeines
Ähnlich zu Streetfightern bedient sich die Aprilia Tuono umfassend am jeweils verfügbaren Superbike der Modellpalette, wodurch bis auf wenige Änderungen der Motor, das Getriebe, der Rahmen und das Fahrwerk vollständig in die Tuono übernommen wurden und ein – vielen Fachzeitschriften nach – besonders sportliches und radikales Naked Bike zu Stande kam. Der Beiname Factory steht für eine fahrwerksseitig höherwertiger ausgestattete Variante der Tuono mit einer markanten Soziussitzabdeckung und anderen Lackierungen. Der Name „Tuono“ bedeutet „Donner“ auf Italienisch, was aufgrund des seltenen Klangs eines V4-Motors im Straßenverkehr und in Kombination mit der hohen Lautstärke der Modellreihe eine bewusste Anspielung darauf ist.
Entsprechend der Entwicklung der Superbike-Modelle erfuhr die Tuono einen Wechsel vom V2- hin zum V4-Motor, durchlief mehrere Design- und Namenswechsel und erhielt mit dem Modelljahr 2017 und der Einfuhr der Euro-4-Abgasnorm ein umfangreiches Elektronikpaket. Im Zuge der Euro-5-Abgasnorm folgte 2021 die fünfte Generation mit einer tourentauglicheren Basisvariante. Die meisten Teile der Tuono- und RSV-Modelle sind austauschbar.
Vergleichbare Modelle anderer Hersteller sind BMW S 1000 R, Ducati Streetfighter, Kawasaki Z 1000, Kawasaki Z H2, KTM 1290 Super Duke R, MV Agusta Brutale, Triumph Speed Triple und Yamaha MT-10.

## Tuono Mille RSV-R Limited
Im Zuge der Bologna Motor Show im Jahre 2001 wurde die Tuono erstmals von Aprilia präsentiert und zunächst auf eine Kleinserie mit durchnummerierten 235 Modellen unter dem Namen Tuono Mille RSV-R Limited beschränkt (oft verkürzt als Tuono R Limited bezeichnet). Sie hat den flüssigkeitsgekühlten BRP-Rotax V990, einen 60°-V2-Ottomotor, der auch in der RSV Mille R (einer höherwertiger ausgestattete RSV Mille) eingebaut wurde. Ferner hat das Krad einen goldfarbenem Rahmen, Gabel und Federbein von Öhlins, geschmiedete OZ Felgen, Vier-Kolben-Bremssattel von Brembo und eine Auspuffanlage aus Titan. Des Weiteren wurden stellenweise die Werkstoffe Kohlenstofffaser und Kevlar eingesetzt. Der Motor hat pro Zylinderbank zwei obenliegende Nockenwellen, vier Ventile pro Zylinder, elektronisch geregelte Mehrpunkt-Saugrohreinspritzung und zwei Zündkerzen pro Brennraum. Damit erreicht er eine Nennleistung von 92 kW (128 PS) bei 9.500/min sowie ein maximales Drehmoment von 103 Nm bei 7250/min. Der Tankinhalt fasst 18 l.

### Technische Daten
|                           | Tuono R Limited                                                                |
| ------------------------- | ------------------------------------------------------------------------------ |
| Baujahr                   | 2002                                                                           |
| Basispreis                | -                                                                              |
| Motorbauart               | Wassergekühlter 60°-V2 4 Ventile pro Zylinder DOHC                             |
| Hubraum                   | 998 cm³                                                                        |
| Bohrung x Hub             | 97 × 67,5 mm                                                                   |
| Verdichtungsverhältnis    | 11,0:1                                                                         |
| Nennleistung              | 92 kW (125 PS) bei 9.500/min                                                   |
| max. Drehmoment           | 103 Nm bei 7250/min                                                            |
| Abgasnorm                 | Euro 2                                                                         |
| Verbrauch (WMTC)          | -                                                                              |
| CO2-Emission              | -                                                                              |
| Kupplung                  | Mehrscheiben-Ölbadkupplung                                                     |
| Höchstgeschwindigkeit     | -                                                                              |
| Getriebe                  | 6-Gang-Getriebe                                                                |
| Endübersetzungsverhältnis | -                                                                              |
| Rahmen                    | Brückenrahmen aus Aluminium                                                    |
| Radaufhängung vorne       | Upside-Down-Gabel, 43mm, Vorspannung, Zug- und Druckstufe einstellbar          |
| Federweg vorne            | 120 mm                                                                         |
| Radaufhängung hinten      | Zentralfederbein mit Hebelsystem, Vorspannung, Zug- und Druckstufe einstellbar |
| Federweg hinten           | 135 mm                                                                         |
| Bereifung vorne           | 120/70 ZR 17                                                                   |
| Bereifung hinten          | 190/50 ZR 17                                                                   |
| Bremse vorne              | Doppelscheibenbremse 320 mm, Vierkolbensättel                                  |
| Bremse hinten             | Scheibenbremse 220 mm, Zweikolbensattel                                        |
| Tankinhalt                | 18 L                                                                           |
| Maße (L × B × H)          | -                                                                              |
| Radstand                  | 1415 mm                                                                        |
| Sitzhöhe                  | 820 mm                                                                         |
| Leergewicht fahrfertig    | 210 kg                                                                         |

## RSV Tuono 1000 R / Tuono 1000 R

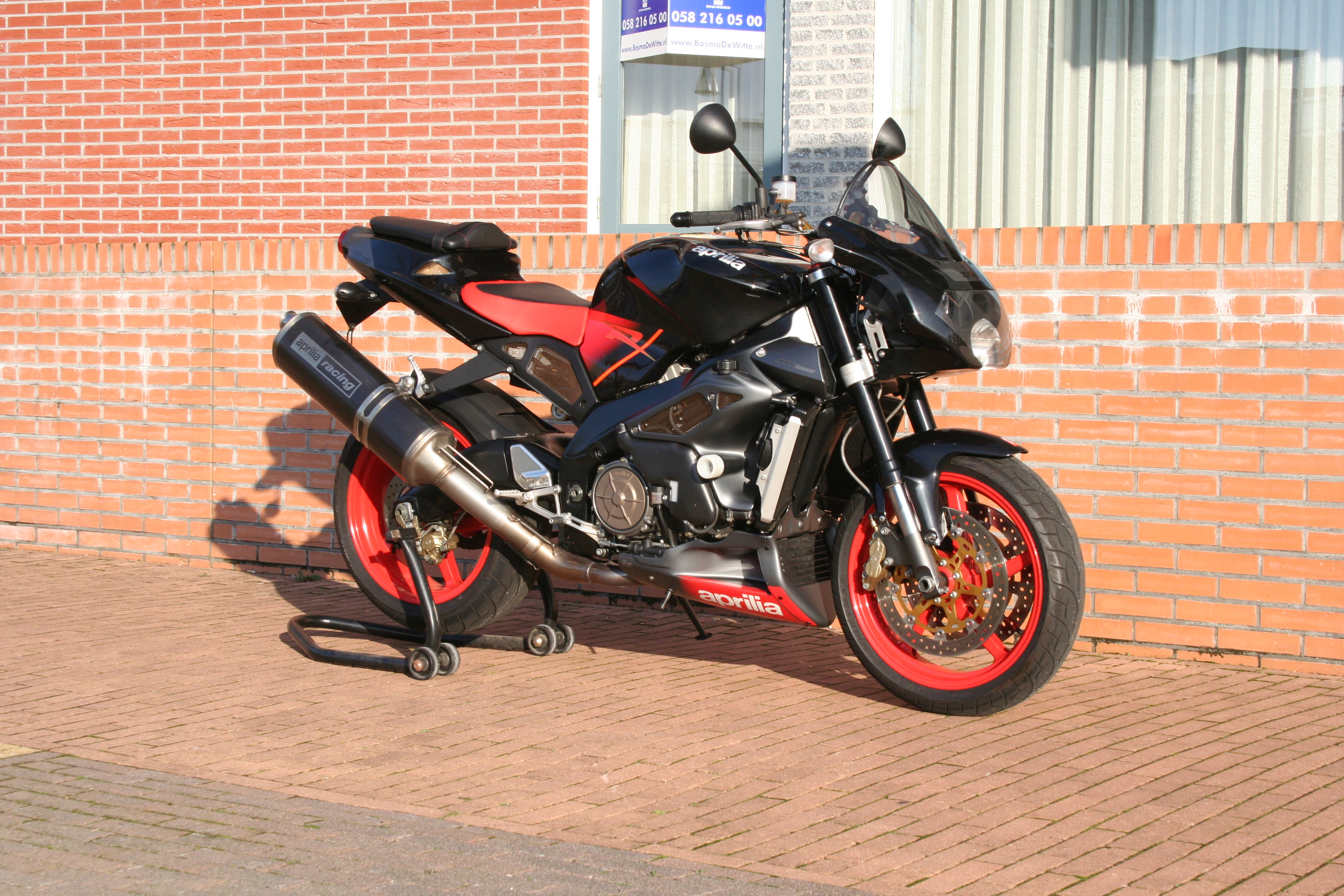
2004 Aprilia RSV Tuono

Im Anschluss an den Erfolg erschien die RSV Tuono 1000 R, die 2004 in Tuono 1000 R umbenannt wurde, im Jahr 2002 unverändert als in Serie produziertes Motorrad. Zu den markanten Unterschieden zur RSV Mille zählten, neben den Lackierungen, bronzener Rahmen und Schwinge im Jahr 2003 sowie schwarzer Rahmen und Schwinge im Jahr 2004 und 2005, unter anderem ein Lenkungsdämpfer, um potentiellem Lenkerflattern bei starker Beschleunigung entgegenzuwirken. Die Ursache liegt – wie bei Naked Bikes üblich – bei geringerem Druck auf das Vorderrad aufgrund einer aufrechteren Sitzposition des Fahrers durch den hohen Lenker, der in dem Fall die Stummellenker der RSV Mille ersetzt.
Die Factory-Variante ersetzte einige Kunststoffteile durch Carbon und das Sachs-Federbein, die Showa-Gabel sowie den Lenkungsdämpfer durch Komponenten von Öhlins. Sie erhielt geschmiedete Felgen sowie radial montierte Bremssättel von Brembo.

### Technische Daten
|                           | Tuono 1000 R                                                                | Tuono 1000 R Factory                                                         |
| ------------------------- | --------------------------------------------------------------------------- | ---------------------------------------------------------------------------- |
| Baujahr                   | 2002–2005                                                                   | 2003–2005                                                                    |
| Typenbezeichnung          | RP                                                                          | RP                                                                           |
| Basispreis                | -                                                                           | -                                                                            |
| Motorbauart               | Wassergekühlter 60°-V2 4 Ventile pro Zylinder                               | Wassergekühlter 60°-V2 4 Ventile pro Zylinder                                |
| Hubraum                   | 998 cm³                                                                     | 998 cm³                                                                      |
| Bohrung x Hub             | 97 × 67,5 mm                                                                | 97 × 67,5 mm                                                                 |
| Verdichtungsverhältnis    | 11,0 : 1                                                                    | 11,0 : 1                                                                     |
| Nennleistung              | 92 kW (125 PS) bei 9.500/min                                                | 92 kW (125 PS) bei 9.500/min                                                 |
| max. Drehmoment           | 103 Nm bei 7.250/min                                                        | 103 Nm bei 7.250/min                                                         |
| Abgasnorm                 | Euro 2, Euro 3                                                              | Euro 2, Euro 3                                                               |
| Verbrauch (WMTC)          | -                                                                           | -                                                                            |
| CO2-Emission              | -                                                                           | -                                                                            |
| Kupplung                  | Mehrscheiben-Nasskupplung                                                   | Mehrscheiben-Nasskupplung                                                    |
| Höchstgeschwindigkeit     | 240 km/h                                                                    | 240 km/h                                                                     |
| Getriebe                  | 6-Gang-Getriebe                                                             | 6-Gang-Getriebe                                                              |
| Endübersetzungsverhältnis | -                                                                           | -                                                                            |
| Rahmen                    | Brückenrahmen aus Aluminium                                                 | Brückenrahmen aus Aluminium                                                  |
| Radaufhängung vorne       | Showa Upside-Down-Gabel, 43mm, Vorspannung, Zug- und Druckstufe einstellbar | Öhlins Upside-Down-Gabel, 43mm, Vorspannung, Zug- und Druckstufe einstellbar |
| Federweg vorne            | 120                                                                         | 120                                                                          |
| Radaufhängung hinten      | Sachs Monofederbein, Vorspannung, Zug- und Druckstufe einstellbar           | Öhlins Monofederbein, Vorspannung, Zug- und Druckstufe einstellbar           |
| Federweg hinten           | 135                                                                         | 135                                                                          |
| Bereifung vorne           | 120/70 ZR 17                                                                | 120/70 ZR 17                                                                 |
| Bereifung hinten          | 190/50 ZR 17                                                                | 190/50 ZR 17                                                                 |
| Bremse vorne              | Doppelscheibenbremsen, 320mm; Brembo Monoblock M100                         | Doppelscheibenbremsen, 320mm; Radial montierte Brembo Bremssattel            |
| Bremse hinten             | Scheibenbremse                                                              | Scheibenbremse                                                               |
| Tankinhalt                | 18 L                                                                        | 18 L                                                                         |
| Maße (L × B × H)          | 2070 × 800 × 1200 mm                                                        | 2070 × 800 × 1200 mm                                                         |
| Radstand                  | 1415 mm                                                                     | 1415 mm                                                                      |
| Sitzhöhe                  | 820 mm                                                                      | 820 mm                                                                       |
| Leergewicht fahrfertig    | 210 kg                                                                      | 210 kg                                                                       |

### Sonderedition Tuono 1000 R Racing
Im Jahre 2003 wurde eine auf 200 Modelle limitierte Sonderedition ohne Straßenzulassung unter dem Namen Tuono 1000 R Racing veröffentlicht.
|                           | Tuono 1000 R Racing                                                                              |
| ------------------------- | ------------------------------------------------------------------------------------------------ |
| Baujahr                   | 2003                                                                                             |
| Basispreis                | 18.000 €                                                                                         |
| Motorbauart               | Wassergekühlter 60°-V2 4 Ventile pro Zylinder                                                    |
| Hubraum                   | 998 cm³                                                                                          |
| Bohrung x Hub             | 97 × 67,5 mm                                                                                     |
| Verdichtungsverhältnis    | 11,4:1                                                                                           |
| Nennleistung              | 94 kW (126 PS) bei 9.500/min                                                                     |
| max. Drehmoment           | 101 Nm bei 7.250/min                                                                             |
| Abgasnorm                 | -                                                                                                |
| Verbrauch (WMTC)          | -                                                                                                |
| CO2-Emission              | -                                                                                                |
| Kupplung                  | Mehrscheiben-Nasskupplung                                                                        |
| Höchstgeschwindigkeit     | 252 km/h                                                                                         |
| Getriebe                  | 6-Gang-Getriebe                                                                                  |
| Endübersetzungsverhältnis | 42 / 17                                                                                          |
| Rahmen                    | Brückenrahmen aus Aluminium                                                                      |
| Radaufhängung vorne       | Öhlins Upside-Down-Gabel, 43mm, externer Piggyback, Vorspannung, Zug- und Druckstufe einstellbar |
| Federweg vorne            | 120                                                                                              |
| Radaufhängung hinten      | Boge Monofederbein, APS-System Vorspannung, Zug- und Druckstufe einstellbar                      |
| Federweg hinten           | 135                                                                                              |
| Bereifung vorne           | 120/70 ZR 17                                                                                     |
| Bereifung hinten          | 190/50 ZR 17                                                                                     |
| Bremse vorne              | Doppelscheibenbremsen, 320mm; Brembo Monoblock M100                                              |
| Bremse hinten             | Scheibenbremse                                                                                   |
| Tankinhalt                | 18 L                                                                                             |
| Maße (L × B × H)          | 2070 × 800 × 1200 mm                                                                             |
| Radstand                  | 1415 mm                                                                                          |
| Sitzhöhe                  | 820 mm                                                                                           |
| Leergewicht trocken       | 181 kg                                                                                           |

## Tuono 1000 R

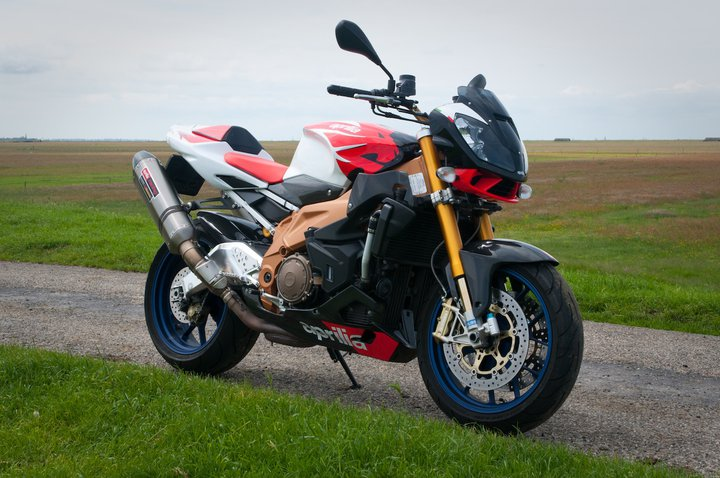
2008 Aprilia Tuono 1000 R Factory

Die zweite Generation der Aprilia Tuono basierte entsprechend auf der Aprilia RSV 1000 R und erschien im Jahr 2006. Ein technischer Unterschied zwischen der Tuono 1000 R und der RSV 1000 R besteht darin, dass letztere ein Federbein mit einstellbarer Druck- und Zugstufendämpfung sowie einstellbarer Vorspannung besitzt. Die Tuono 1000 R hat hingegen nur eine einstellbare Vorspannung und Zugstufendämpfung.
Der BRP-Rotax V990 60°-V2-Motor wurde im weiteren Verlauf modifiziert. So erhielt er größere Drosselklappen, Einzelspulenzündung und weitere kleinere konstruktive Änderungen. Dadurch wurde eine Leistungssteigerung auf 102 kW (139 PS) bei 9500/min erzielt; das Drehmoment stieg auf 117 Nm bei 8500/min. Ferner wurde die Getriebeübersetzung verändert, das Fahrzeug erhielt eine engere Übersetzung mit längerem ersten Gang. Durch Abverkauf bereits produzierter Modelle war die Basisvariante noch bis ins Jahr 2012 verfügbar, wodurch es zu zeitlichen Überschneidungen mit der nachfolgenden Generation kommen kann.
Die Factory-Variante ist mit einem voll einstellbaren Öhlins Monofederbein hinten und einer Gabel vorne, blau- oder goldeloxierten (je nach Modelljahr) geschmiedeten Aluminiumrädern, einem in Gold lackierten Rahmen, einer Lackierung mit dem charakteristischen Aprilia-Löwenkopf auf dem Kraftstofftank und Bauteilen aus Kohlenstofffaser ausgestattet. Die Verwendung von geschmiedeten Aluminiumrädern und Kohlenstofffaser erklärt den Gewichtsunterschied von 4 kg zwischen den beiden Versionen zugunsten des Factory-Modells.

### Technische Daten
|                           | Tuono 1000 R | Tuono 1000 R | Tuono 1000 R Factory |
| ------------------------- | --- | --- | --- |
| Baujahr                   | 2006 | 2007–2010 | 2008–2010 |
| Typenbezeichnung          | RR | RR | RR |
| Basispreis                | - | - | - |
| Motorbauart               | Wassergekühlter 60°-V2-Ottomotor 4 Ventile pro Zylinder                                                                             | Wassergekühlter 60°-V2-Ottomotor 4 Ventile pro Zylinder                                                                             | Wassergekühlter 60°-V2-Ottomotor 4 Ventile pro Zylinder                                                                             |
| Hubraum                   | 998 cm³ | 998 cm³ | 998 cm³ |
| Bohrung x Hub             | 97 × 67,5 mm | 97 × 67,5 mm | 97 × 67,5 mm |
| Verdichtungsverhältnis    | 11.8:1 | 11.8:1 | 11.8:1 |
| Nennleistung              | 98 kW (133 PS) bei 9.500/min | 102 kW (139 PS) bei 9.500/min | 102 kW (139 PS) bei 9.500/min |
| max. Drehmoment           | 102 Nm bei 8.750/min | 107 Nm bei 8.500/min | 107 Nm bei 8.500/min |
| Abgasnorm                 | Euro 3 | Euro 3 | Euro 3 |
| Verbrauch (WMTC)          | - | - | - |
| CO2-Emission              | - | - | - |
| Kupplung                  | Anti-Hopping-Kupplung | Anti-Hopping-Kupplung | Anti-Hopping-Kupplung |
| Höchstgeschwindigkeit     | - | - | - |
| Getriebe                  | 6-Gang-Getriebe | 6-Gang-Getriebe | 6-Gang-Getriebe |
| Endübersetzungsverhältnis | 40 : 16 | 40 : 16 | 40 : 16 |
| Rahmen                    | Kastenförmiger, schräger Doppelholmrahmen aus Aluminium                                                                             | Kastenförmiger, schräger Doppelholmrahmen aus Aluminium                                                                             | Kastenförmiger, schräger Doppelholmrahmen aus Aluminium (vergoldet)                                                                 |
| Radaufhängung vorne       | Showa Upside-Down-Gabel, 43 mm; Vorspannung, Zug- und Druckstufe einstellbar                                                        | Showa Upside-Down-Gabel, 43 mm; Vorspannung, Zug- und Druckstufe einstellbar                                                        | Öhlins Upside-Down-Gabel, 43 mm, Vorspannung, Zug- und Druckstufe einstellbar                                                       |
| Federweg vorne            | 120 mm | 120 mm | 120 mm |
| Radaufhängung hinten      | Doppelte Bananenschwinge aus Aluminium; Sachs Monofederbein, Vorspannung- und Zugstufe einstellbar                                  | Doppelte Bananenschwinge aus Aluminium; Sachs Monofederbein, Vorspannung- und Zugstufe einstellbar                                  | Doppelte Bananenschwinge aus Aluminium; Öhlins Monofederbein; Vorspannung, Zug- und Druckstufe einstellbar                          |
| Federweg hinten           | 133 mm | 133 mm | 133 mm |
| Bereifung vorne           | 120/70 ZR 17 | 120/70 ZR 17 | 120/70 ZR 17 |
| Bereifung hinten          | 190/50 ZR 17 (alternativ: 180/55 ZR17 und 190/55 ZR 17)                                                                             | 190/50 ZR 17 (alternativ: 180/55 ZR17 und 190/55 ZR 17)                                                                             | 190/50 ZR 17 (alternativ: 180/55 ZR17 und 190/55 ZR 17)                                                                             |
| Bremse vorne              | Schwimmende Sunstar Doppelscheibenbremse 320 mm; Brembo Vier-Kolben-Bremssattel; Sintermetallbeläge; stahlummantelte Bremsleitungen | Schwimmende Sunstar Doppelscheibenbremse 320 mm; Brembo Vier-Kolben-Bremssattel; Sintermetallbeläge; stahlummantelte Bremsleitungen | Schwimmende Sunstar Doppelscheibenbremse 320 mm; Brembo Vier-Kolben-Bremssattel; Sintermetallbeläge; stahlummantelte Bremsleitungen |
| Bremse hinten             | Sunstar Scheibenbremse, 220 mm; Zwei-Kolben-Bremssattel; Sintermetallbeläge; stahlummantelte Bremsleitungen                         | Sunstar Scheibenbremse, 220 mm; Zwei-Kolben-Bremssattel; Sintermetallbeläge; stahlummantelte Bremsleitungen                         | Sunstar Scheibenbremse, 220 mm; Ein-Kolben-Bremssattel; Sintermetallbeläge; stahlummantelte Bremsleitungen                          |
| Tankinhalt                | 18 L | 18 L | 18 L |
| Maße (L × B × H)          | 2025 mm / 830 mm / 1100 mm | 2025 mm / 830 mm / 1100 mm | 2025 mm / 830 mm / 1100 mm |
| Radstand                  | 1410 mm | 1410 mm | 1410 mm |
| Sitzhöhe                  | 810 mm | 810 mm | 810 mm |
| Leergewicht fahrfertig    | 185 kg (ohne Batterie) | 185 kg (ohne Batterie) | 181 kg (ohne Batterie) |

### Pressestimmen
„Und vollkommen egal, ob ich aus engen Kurven entfesselt feuerte oder weite Radien mit einem Mörderspeed durchzirkelte, der Thunfisch blieb immer souverän. Gottvolle Maschine.“
„Ich feuerte den Thunfisch im Einser [Gang] engagiert aus einer Linkskurve und legte - noch ehe ich den Kurvenausgang vollkommen inhaliert hatte - forsch den zweier Nach. Durch das gewaltige Drehmoment [...] reckte der hungrige Raubfisch in leichter Schräglage seinen Schädel in die Höhe, wie wenn er mehr Überblick haben wollte, und die Fliehkraft, die auf das abhebende Vorderrad wirkte, drehte mir den Lenker nach rechts. Da war ein ganz kurzer Moment der Panik, der aber direkt von einem fordernden Gedanken des Begehrens in die Schranke gewiesen wurde. [...] Intuitiv war mir klar, dass das Abstechen dieses Manövers eine unendliche Verschwendung eines gottvollen Moments wäre [...] Also blieb ich drauf. Und es war einfach phantastisch, ein unendlich durchdringendes Gefühl, etwas Vollendetes!“

## Tuono V4 R

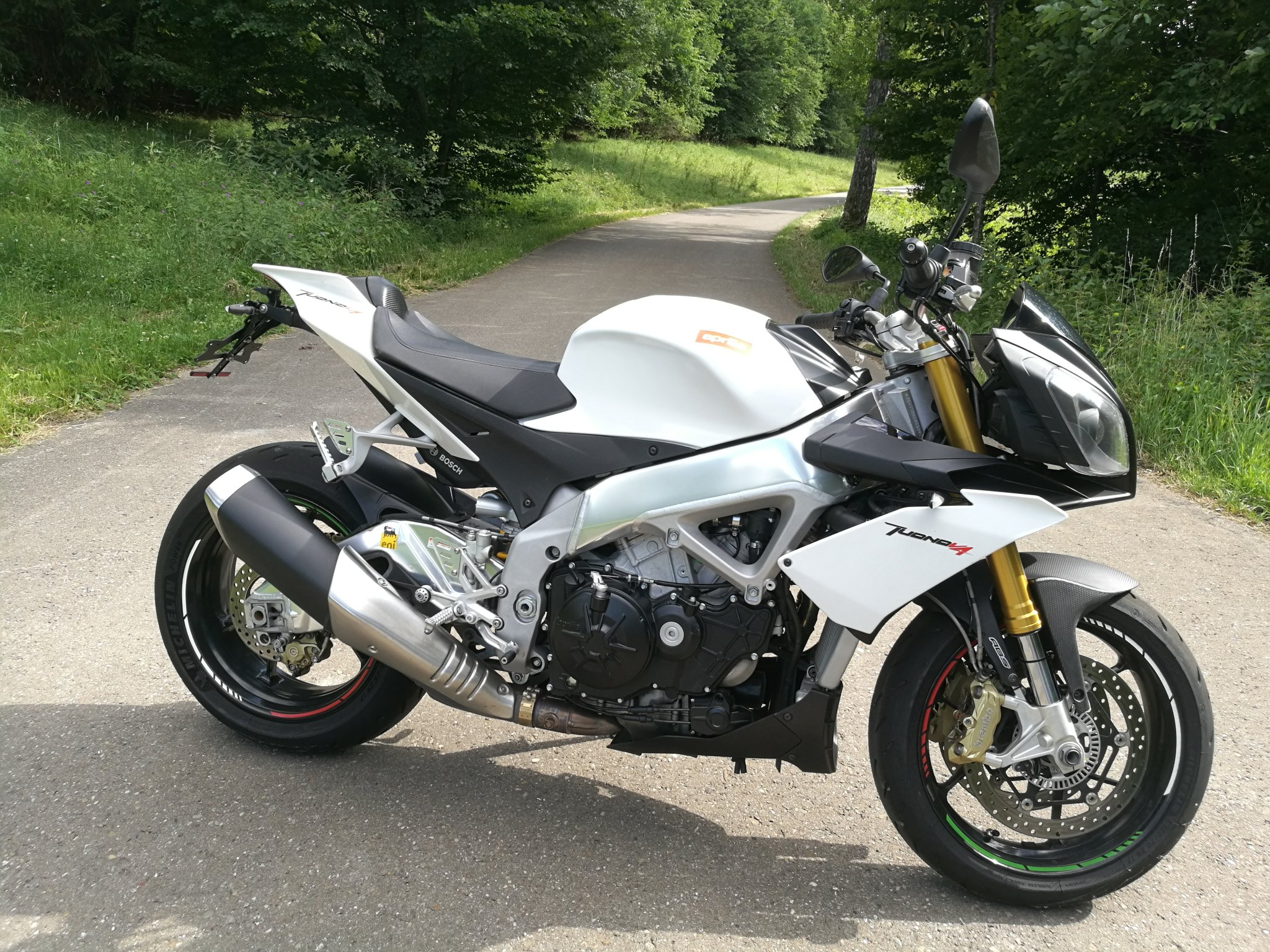
Tuono V4 R APRC

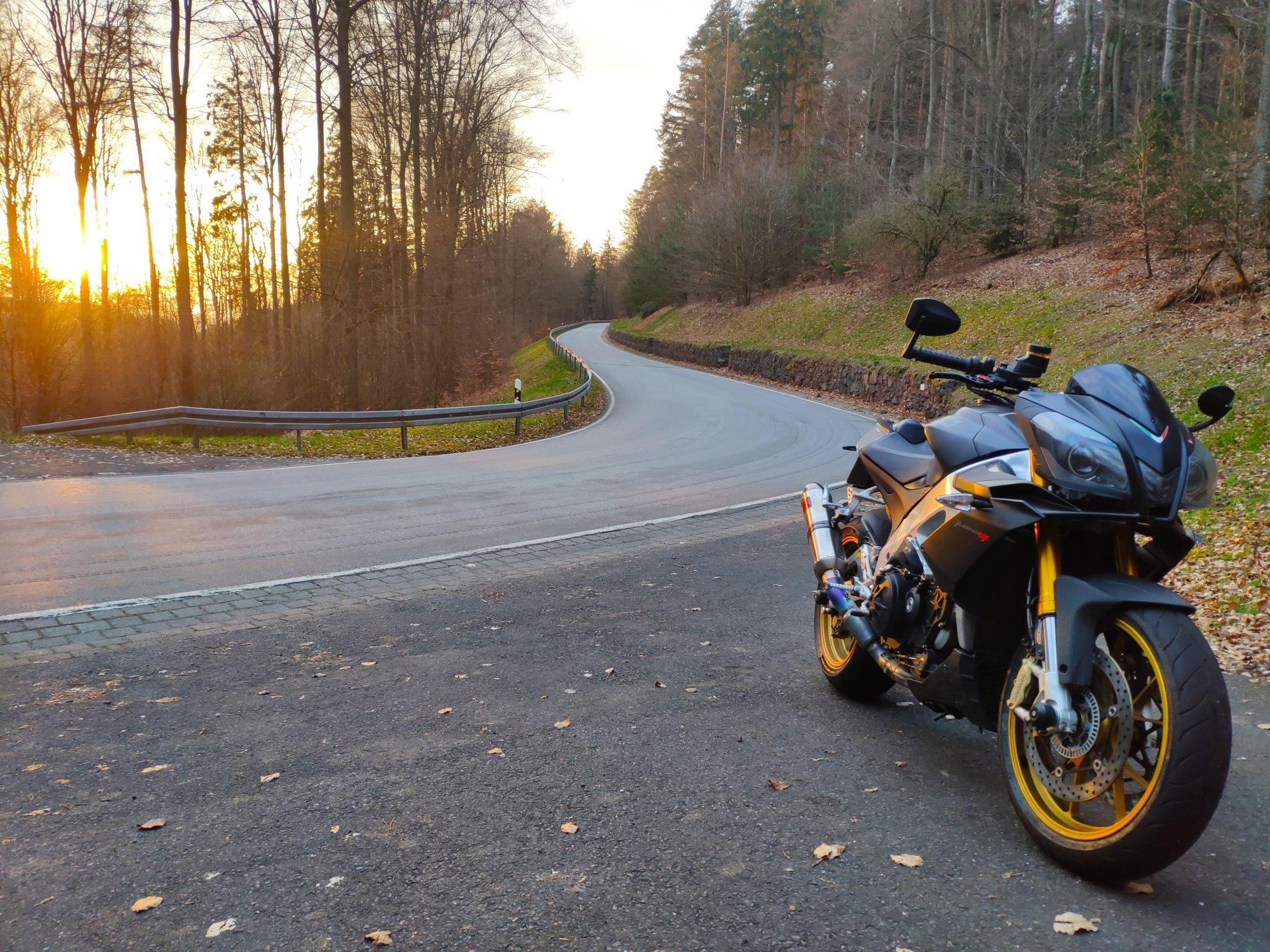
Aprilia Tuono V4 R (2014)

Für das Modelljahr 2011 wurde die nun dritte Generation der nun lautenden Tuono V4 R nach dem Vorbild der RSV4 mit einem 1000-cm³-65°-V4-Motor komplett überarbeitet. Der italienische Ingenieur Claudio Lombardi - der unter anderem technischer Direktor bei Lancia in den 80ern und maßgeblich verantwortlich für die Formel-1-Motoren der Scuderia Ferrari in den 90ern war - entwickelte den neuen V4 Motor als unabhängiger Berater mit. Wie bei der RSV4 erhielt sie optional Aprilias APRC-Paket (Aprilia Performance Ride Control) mit achtstufiger Traktionskontrolle, dreistufiger Wheelie-Kontrolle, dreistufiger Launch Control und dem Beinamen APRC. Ein Factory-Modell gab es nicht.

### Modelljahr 2014
Für das Modelljahr 2014 wurden verschiedene Veränderungen eingeführt, unter anderem ein größerer Kraftstofftank, ein komfortablerer Sattel, ein weicher abgestimmtes Fahrwerk, eine 3-Positionen-Race-ABS-Bremsanlage. Die Motorleistung wurde von 123 kW auf 125 kW gesteigert. Schwarz und Mattweiß wurden als Lackierungen hinzugefügt. Die Druck- und Zugstufe an der Gabel wurden nun getrennt voneinander in einem Gabelholm untergebracht.

### Wichtige Unterschiede zur RSV4
- In den Lenkerklemmböcken sitzt ein konifizierter Alulenker.
- Geänderte Fahrwerksgeometrie mit verlängertem Radstand und tiefer eingebautem Motor
- Andere Ergonomie durch höhere Lenkstange, neu konturierten Sitz und tiefer angebaute Fußrasten
- Geändertes Rahmenheck mit integrierten Haltegriffen für Sozius
- Leicht reduzierte Spitzenleistung und geglätteter Drehmomentverlauf
- Erhöhte Schwungmasse durch schwereres Schwungrad
- Neuer Schalldämpfer mit mehr Schräglagenfreiheit
- Fernlicht wird über Klappenmechanismus geschaltet
- kürzer übersetztes Getriebe (ersten drei Gänge)
- Sachs- statt Showa-Gabel
- Sachs-Federbein mit neuem Setting ohne Höhenverstellung
- Geschraubte Brembo-Bremszangen statt Monoblock
- um 25 Millimeter verlängerte Ansaugtrichter in der Airbox
- Gussfelgen insgesamt zwei Kilogramm leichter
- geänderte Steuerzeiten der Nockenwellen
- ein modifiziertes Mapping[1]

### Technische Daten
|                           | Tuono V4 R | Tuono V4 R |
| ------------------------- | --- | --- |
| Baujahr                   | 2011–2013 | 2014 |
| Typenbezeichnung          | TY | TY |
| Basispreis                | 13.790 € | 15.700 € |
| Motorbauart               | Wassergekühlter 65°-V4-Ottomotor 4 Ventile pro Zylinder DOHC                                                                 | Wassergekühlter 65°-V4-Ottomotor 4 Ventile pro Zylinder DOHC                                                                 |
| Hubraum                   | 1000 cm³ | 1000 cm³ |
| Bohrung x Hub             | 78,0 × 52,3 mm | 78,0 × 52,3 mm |
| Verdichtungsverhältnis    | 13,0:1 | 13,0:1 |
| Nennleistung              | 123 kW (167 PS) bei 11.500/min                                                                                               | 125 kW (170 PS) bei 11.500/min                                                                                               |
| max. Drehmoment           | 112 Nm bei 9.500/min | 112 Nm bei 9.500/min |
| Abgasnorm                 | Euro 3 | Euro 3 |
| Verbrauch (WMTC)          | - | - |
| CO2-Emission              | - | - |
| Kupplung                  | mechanisch betätigte Mehrscheiben-Ölbad-Anti-Hopping-Kupplung                                                                | mechanisch betätigte Mehrscheiben-Ölbad-Anti-Hopping-Kupplung                                                                |
| Höchstgeschwindigkeit     | - | - |
| Getriebe                  | 6-Gang-Getriebe | 6-Gang-Getriebe |
| Endübersetzungsverhältnis | 39:15 | 39:15 |
| Rahmen                    | Brückenrahmen aus Aluminium                                                                                                  | Brückenrahmen aus Aluminium                                                                                                  |
| Radaufhängung vorne       | Sachs-Upside-Down-Gabel, Ø 43 mm, verstellbare Federbasis, Zug- und Druckstufendämpfung, Lenkungsdämpfer nicht einstellbar   | Sachs-Upside-Down-Gabel, Ø 43 mm, verstellbare Federbasis, Zug- und Druckstufendämpfung, Lenkungsdämpfer nicht einstellbar   |
| Federweg vorne            | - | - |
| Radaufhängung hinten      | Zweiarmschwinge aus Aluminium, Sachs-Zentralfederbein mit Hebelsystem, verstellbare Federbasis, Zug- und Druckstufendämpfung | Zweiarmschwinge aus Aluminium, Sachs-Zentralfederbein mit Hebelsystem, verstellbare Federbasis, Zug- und Druckstufendämpfung |
| Federweg hinten           | - | - |
| Bereifung vorne           | 120/70 ZR 17 | 120/70 ZR 17 |
| Bereifung hinten          | 190/55 ZR 17 | 190/55 ZR 17 |
| Bremse vorne              | Doppelscheibenbremse, 320 mm, 4-Kolben-Festsättel                                                                            | Doppelscheibenbremse, 320 mm, 4-Kolben-Festsättel                                                                            |
| Bremse hinten             | Scheibenbremse hinten, 220 mm, 4-Kolben-Festsättel                                                                           | Scheibenbremse hinten, 220 mm, 4-Kolben-Festsättel                                                                           |
| Tankinhalt                | 17 L | 18,5 L |
| Maße (L × B × H)          | - | - |
| Radstand                  | 1445 mm | 1445 mm |
| Sitzhöhe                  | - | - |
| Leergewicht fahrfertig    | 183 kg | 183 kg |

### Pressestimmen
„Wie dieses Gerät hemmungslos vorwärtsschießt, seine Sporen in den Boden krallt, mit wahnwitziger Leichtigkeit von einer Schräglage in die andere abklappt - das muss man erst mal auf sich wirken lassen, das ist schon ein gewaltiger Aufschlag in der Elite der Naked Bikes. Aprilias neue Tuono V4 R, ein Derivat des Supersportlers RSV4 R. Ein Motorrad, das jeden Freund ambitionierter Fortbewegung garantiert vom Hocker haut. Eine ziemlich verrückte Asphaltfräse, kompromisslos auf Sport getrimmt und vollgestopft mit aktueller Mechanik und moderner Elektronik.
Eigentlich kommt diese Erfahrung nicht gar so überraschend. Denn bereits mit der Ende 2001 präsentierten Zweizylinder-Tuono ging Aprilia einen ähnlichen Weg, unter allen Nakeds schon damals den radikalsten.“

## Tuono V4 1100 RR

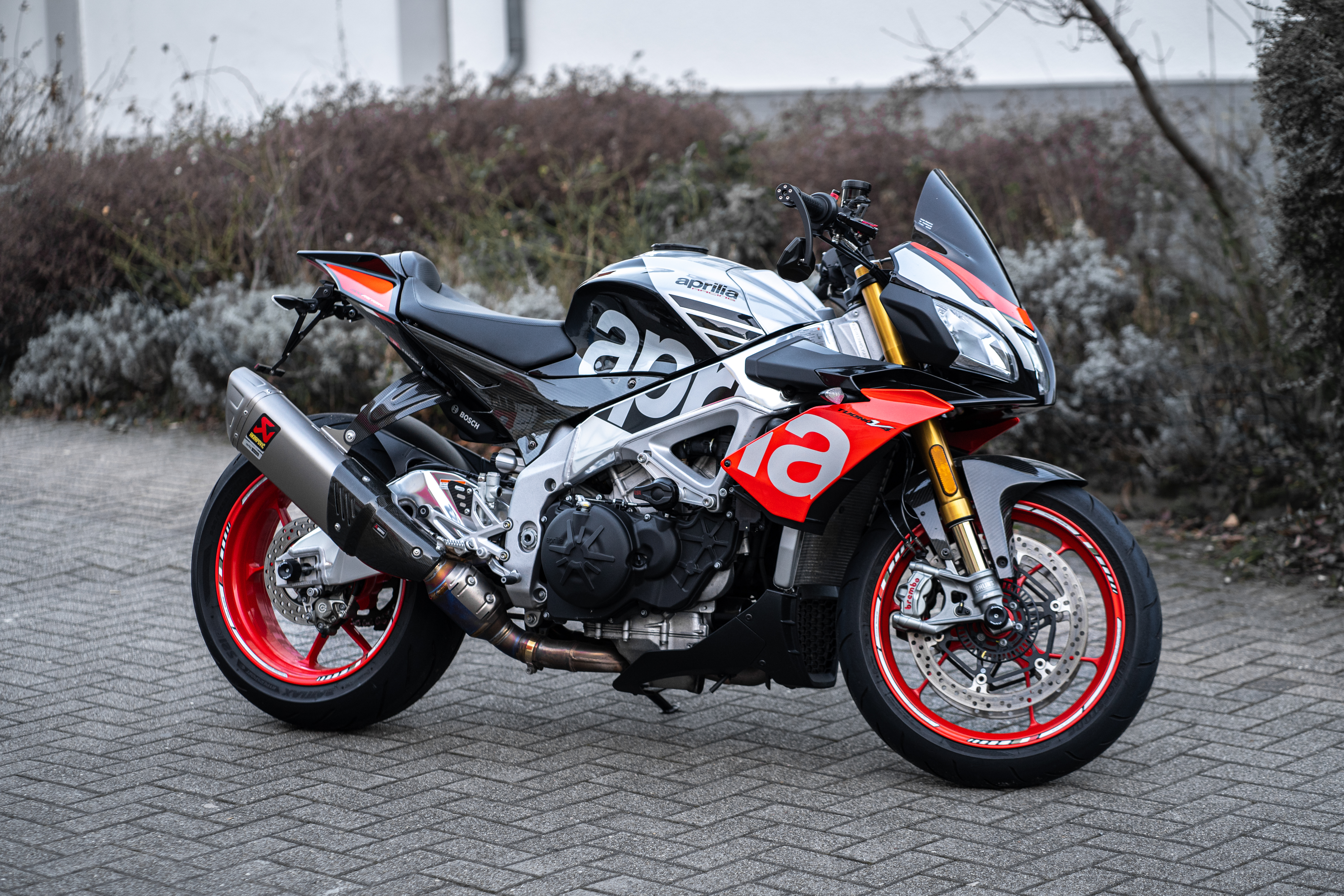
Aprilia Tuono V4 1100 Factory (2018), mit Zubehör erweitert

Für das Modelljahr 2015 erhielt die in Tuono V4 1100 RR umbenannte Tuono im Zuge der vierten Generation eine Hubraumvergrößerung auf 1077 cm³ mit einer Leistung von 129 kW (175 PS) bei 11.000/min. Die Motorentwicklung wurde erneut vom leitenden Ingenieur der Scuderia Ferrari Claudio Lombardi und dessen Formel 1 Erfahrung begleitet. Die Masse (fahrbereit) stieg auf 214 kg. Die Tuono ist mit einem dreistufig einstellbaren ABS-System ausgestattet, das in Zusammenarbeit mit Bosch entwickelt wurde, sowie mit drei neuen Motorkennfeldern (Sport, Track und Race), die neben der Gasannahme auch die Motorbremse einstellen. Des Weiteren hat das Motorrad eine Traktionskontrolle, Anti-Wheelie-Kontrolle sowie einen Quickshifter, der das Schalten in den nächsthöheren Gang ohne Kupplungseinsatz ermöglicht. Wegen der Euro-3-Abgasnorm wurde eine Auspuffklappe eingebaut.
Die Factory-Variante wurde fahrwerksseitig wie bei den Vorgängern von Öhlins ausgestattet. Sowohl RR als auch Factory haben dieselbe EG-Typgenehmigung E11*168/2013*00255*00, wodurch Komponenten wie das Fahrwerk eintragungsfrei austauschbar sind.

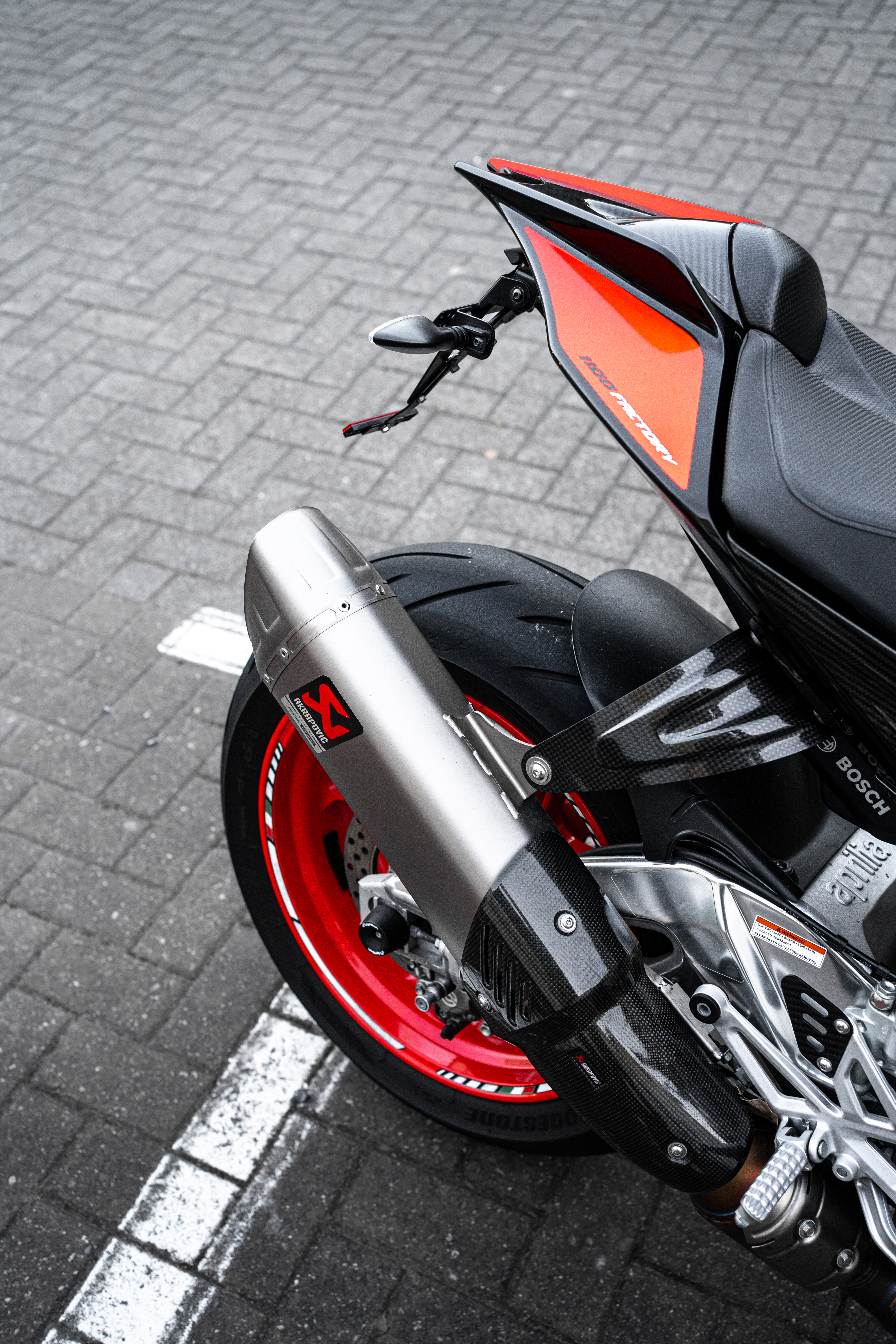
Das markante Heck der Factory-Variante (2018), kombiniert mit Carbon aus dem Zubehör.

### Modelljahr 2017
Mit dem Modelljahr 2017 wurde die Tuono mit einem neuen TFT-Bildschirm von Aprilia ausgestattet. Im Zuge der Euro-4-Abgasnorm erhielt sie eine Auspuffklappe, die aufgrund des Prüfverfahrens der Euro-4-Abgasnorm erst nach 55 km/h öffnet, einen Aktivkohlefilter und ein Sekundärluftsystem. Der Schaltautomat wurde um einen Blipper erweitert, das ABS um eine schräglagenabhängige Kurven-ABS-Funktion.

### Modelljahr 2019
Ab dem Modelljahr 2019 hat die Factory-Variante ein semiaktives Fahrwerk von Öhlins.

### Technische Daten
|                           | Tuono V4 1100 RR | Tuono V4 1100 RR | Tuono V4 1100 Factory | Tuono V4 1100 Factory | Tuono V4 1100 Factory |
| ------------------------- | --- | --- | --- | --- | --- |
| Baujahr                   | 2015–2016 | 2017–2020 | 2015–2016 | 2017–2018 | 2019–2020 |
| Typenbezeichnung          | TY | KG | TY | KG | KG |
| Basispreis                | 16.490 € | - | - | 18.500 € | 19.990 € |
| Motorbauart               | 65°- V4-Zylinder, Viertakt, 4 Ventile pro Zylinder                                                                                        | 65°- V4-Zylinder, Viertakt, 4 Ventile pro Zylinder                                                                                        | 65°- V4-Zylinder, Viertakt, 4 Ventile pro Zylinder                                                                           | 65°- V4-Zylinder, Viertakt, 4 Ventile pro Zylinder                                                                           | 65°- V4-Zylinder, Viertakt, 4 Ventile pro Zylinder                                                                                         |
| Hubraum                   | 1077 cm³ | 1077 cm³ | 1077 cm³ | 1077 cm³ | 1077 cm³ |
| Bohrung x Hub             | 81 × 52,26 mm | 81 × 52,26 mm | 81 × 52,26 mm | 81 × 52,26 mm | 81 × 52,26 mm |
| Verdichtungsverhältnis    | 13,0:1 | 13,0:1 | 13,0:1 | 13,0:1 | 13,0:1 |
| Nennleistung              | 129 kW (175 PS) bei 11.000/min | 129 kW (175 PS) bei 11.000/min | 129 kW (175 PS) bei 11.000/min                                                                                               | 129 kW (175 PS) bei 11.000/min                                                                                               | 129 kW (175 PS) bei 11.000/min |
| max. Drehmoment           | 121 Nm bei 9.000/min | 121 Nm bei 9.000/min | 121 Nm bei 9.000/min | 121 Nm bei 9.000/min | 121 Nm bei 9.000/min |
| Abgasnorm                 | Euro 4 | Euro 4 | Euro 4 | Euro 4 | Euro 4 |
| Verbrauch (WMTC)          | 7,7 l/100 km | 7,7 l/100 km | 7,7 l/100 km | 7,7 l/100 km | 7,7 l/100 km |
| CO2-Emission              | 183 g/km | 183 g/km | 183 g/km | 183 g/km | 183 g/km |
| Kupplung                  | Mehrscheiben-Ölbad-Anti-Hopping-Kupplung                                                                                                  | Mehrscheiben-Ölbad-Anti-Hopping-Kupplung                                                                                                  | Mehrscheiben-Ölbad-Anti-Hopping-Kupplung                                                                                     | Mehrscheiben-Ölbad-Anti-Hopping-Kupplung                                                                                     | Mehrscheiben-Ölbad-Anti-Hopping-Kupplung                                                                                                   |
| Höchstgeschwindigkeit     | 260 km/h | 260 km/h | 260 km/h | 260 km/h | 260 km/h |
| Getriebe                  | 6-Gang-Getriebe | 6-Gang-Getriebe | 6-Gang-Getriebe | 6-Gang-Getriebe | 6-Gang-Getriebe |
| Endübersetzungsverhältnis | 42 : 15 | 42 : 15 | 42 : 15 | 42 : 15 | 42 : 15 |
| Rahmen                    | Brückenrahmen aus Aluminium | Brückenrahmen aus Aluminium | Brückenrahmen aus Aluminium                                                                                                  | Brückenrahmen aus Aluminium                                                                                                  | Brückenrahmen aus Aluminium |
| Radaufhängung vorne       | Sachs Upside-Down-Gabel, 43 mm; Vorspannung, Zug- und Druckstufe einstellbar; Sachs Lenkungsdämpfer                                       | Sachs Upside-Down-Gabel, 43 mm; Vorspannung, Zug- und Druckstufe einstellbar; Öhlins Lenkungsdämpfer                                      | Öhlins Upside-Down-Gabel (Fgr 200 Serie), 43 mm; Vorspannung, Zug- und Druckstufe einstellbar; Öhlins Lenkungsdämpfer        | Öhlins Upside-Down-Gabel (Fgr 200 Serie), 43 mm; Vorspannung, Zug- und Druckstufe einstellbar; Öhlins Lenkungsdämpfer        | Semi Active Suspension, Öhlins Upside-Down-Gabel NIX, 43 mm; Vorspannung, Zug- und Druckstufe einstellbar; Öhlins Lenkungsdämpfer Smart EC |
| Federweg vorne            | 120 mm | 120 mm | 120 mm | 120 mm | 120 mm |
| Radaufhängung hinten      | Sachs Federbein, voll einstellbar, progressives Umlenksystem                                                                              | Sachs Federbein, voll einstellbar, progressives Umlenksystem                                                                              | Öhlins Federbein (STX 46 Supersport), voll einstellbar, progressives Umlenksystem                                            | Öhlins Federbein (STX 46 Supersport), voll einstellbar, progressives Umlenksystem                                            | Semiaktives Öhlins Federbein AP9340, voll einstellbar, progressives Umlenksystem                                                           |
| Federweg hinten           | 130 mm | 130 mm | 130 mm | 130 mm | 130 mm |
| Bereifung vorne           | 120/70 ZR 17 (58W) | 120/70 ZR 17 (58W) | 120/70 ZR 17 (58W) | 120/70 ZR 17 (58W) | 120/70 ZR 17 (58W) |
| Bereifung hinten          | 190/50 ZR 17 (73W), 190/55 ZR 17 (75W), 200/55 ZR 17 (78W)                                                                                | 190/50 ZR 17 (73W), 190/55 ZR 17 (75W), 200/55 ZR 17 (78W)                                                                                | 190/50 ZR 17 (73W), 190/55 ZR 17 (75W), 200/55 ZR 17 (78W)                                                                   | 190/50 ZR 17 (73W), 190/55 ZR 17 (75W), 200/55 ZR 17 (78W)                                                                   | 190/50 ZR 17 (73W), 190/55 ZR 17 (75W), 200/55 ZR 17 (78W)                                                                                 |
| Bremse vorne              | Doppelbremsscheibe, Ø 330 mm Brembo schwimmend gelagert, Vierkolben Monoblock-Radialbremszangen, Radialbremspumpe, Stahlflex-Bremsleitung | Doppelbremsscheibe, Ø 330 mm Brembo schwimmend gelagert, Vierkolben Monoblock-Radialbremszangen, Radialbremspumpe, Stahlflex-Bremsleitung | 320-mm-Doppelscheibenbremse mit Brembo PR16 Radialpumpe; Brembo M50 Vierkolben-Festsättel mit BRM 10B-Sinterbelägen          | 320-mm-Doppelscheibenbremse mit Brembo PR16 Radialpumpe; Brembo M50 Vierkolben-Festsättel mit BRM 10B-Sinterbelägen          | 320-mm-Doppelscheibenbremse mit Brembo PR16 Radialpumpe; Brembo M50 Vierkolben-Festsättel mit BRM 10B-Sinterbelägen                        |
| Bremse hinten             | Scheibe, Ø 220 mm Brembo, mit Zweikolben Bremssattel, Bremspumpe mit integriertem Ausgleichsbehälter, Stahlflex-Bremsleitung              | Scheibe, Ø 220 mm Brembo, mit Zweikolben Bremssattel, Bremspumpe mit integriertem Ausgleichsbehälter, Stahlflex-Bremsleitung              | Scheibe, Ø 220 mm Brembo, mit Zweikolben Bremssattel, Bremspumpe mit integriertem Ausgleichsbehälter, Stahlflex-Bremsleitung | Scheibe, Ø 220 mm Brembo, mit Zweikolben Bremssattel, Bremspumpe mit integriertem Ausgleichsbehälter, Stahlflex-Bremsleitung | Scheibe, Ø 220 mm Brembo, mit Zweikolben Bremssattel, Bremspumpe mit integriertem Ausgleichsbehälter, Stahlflex-Bremsleitung               |
| Tankinhalt                | 18,5 l | 18,5 l | 18,5 l | 18,5 l | 18,5 l |
| Maße (L × B × H)          | 2.070 mm × 810 mm × 1.080 mm | 2.070 mm × 810 mm × 1.080 mm | 2.070 mm × 810 mm × 1.080 mm                                                                                                 | 2.070 mm × 810 mm × 1.080 mm                                                                                                 | 2.070 mm × 810 mm × 1.080 mm |
| Radstand                  | 1450 mm | 1450 mm | 1450 mm | 1450 mm | 1450 mm |
| Sitzhöhe                  | 825 mm | 825 mm | 825 mm | 825 mm | 825 mm |
| Leergewicht trocken       | 184 kg | 184 kg | 184 kg | 184 kg | 184 kg |

### Pressestimmen
„Es mag ja bereits einige Power-Naked Bikes geben, die mit unglaublich starken Triebwerken auch auf der Rennstrecke eine ausgezeichnete Figur machen. Mit ihrem Öhlins-Fahrwerk, den vielen Superbike-Komponenten und dieser unglaublichen Performance ist die Aprilia Tuono V4 1100 Factory aber das zur Zeit beste Naked Bike auf der Rennstrecke und somit auch auf der Landstraße pfeilschnell unterwegs. Am erstaunlichsten ist, dass sich die Respekt einflößenden 175 PS und 121 Newtonmeter Drehmoment so unkompliziert und einfach beherrschbar benehmen - die Tuono Factory ist nicht nur schnell sondern macht auch unglaublich viel Spaß!“
„Wenn ich über die Aprilia V4 1100 Tuono RR nachdenke, kann ich mit Fug und Recht behaupten, dass sie für mich die beste Serienmaschine ist, die ich je hatte. Bärenstark, top Fahrwerk, gute Bremse, mörder Klang und in allen Revieren, in denen ich gerne wildere, absolut zu Hause. Der Thunfisch kann Landstraße extrem gut, Rennstrecke mehr als gut genug für mich und Stadt in absolut erträglichem Rahmen. Einfach eine gottvolle Maschine, die mir all meine Wünsche erfüllt.“

### Sonderedition Tuono V4 X
2020 veröffentlichte Aprilia im Rahmen des „Factory Works Programme“ eine durchnummerierte Sonderedition unter dem Namen Tuono V4 X. Neben einer Leistungssteigerung auf 163 kW (221 PS), Brembo GP4-MS-Bremssättel aus Billet-Aluminium, T-Drive Bremsscheiben, radialer 19 × 16er-Bremspumpe aus Billet-Aluminium und Gewichtsreduktion auf 166 kg durch Magnesium-Schmiederädern von Marchesini sowie den Ersatz aller Verkleidungskomponenten aus Carbon, war die Sonderedition die erste Tuono, die werksseitig mit Winglets ausgeliefert wurde, abgeleitet von der in der MotoGP eingesetzten RS-GP. Die Tuono V4 X hat keine Straßenzulassung und ist rein für den Rennstreckeneinsatz konzipiert. Die Lackierung orientiert sich an der Bol-d'Or-Grafik aus dem Jahre 2006.

## Tuono V4

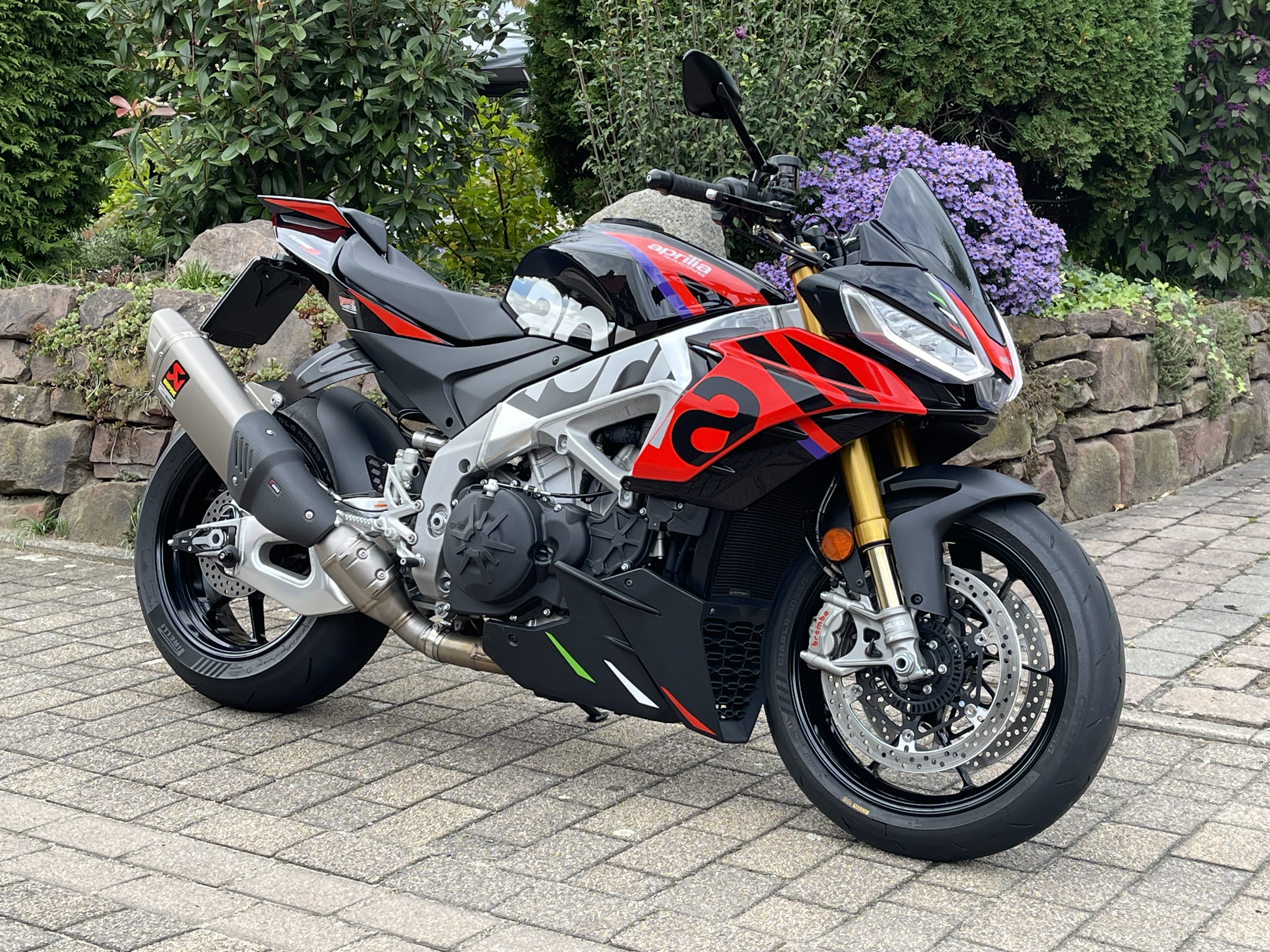
Aprilia Tuono V4 Factory (2023)

Mit der Euro 5 Abgasnorm erschien die fünfte Generation der Tuono V4. Der Hubraum, die Leistung und das Drehmoment blieben unverändert, allerdings gab es Designänderungen, die das zuletzt 2015 gestaltete Aussehen auffrischten. Des Weiteren wurde das Fahrzeug mit LED-Lichtern ausgerüstet und mit einer Lenkererhöhung, Soziushaltegriff und einem höheren Windschild tourentauglicher ausgelegt.

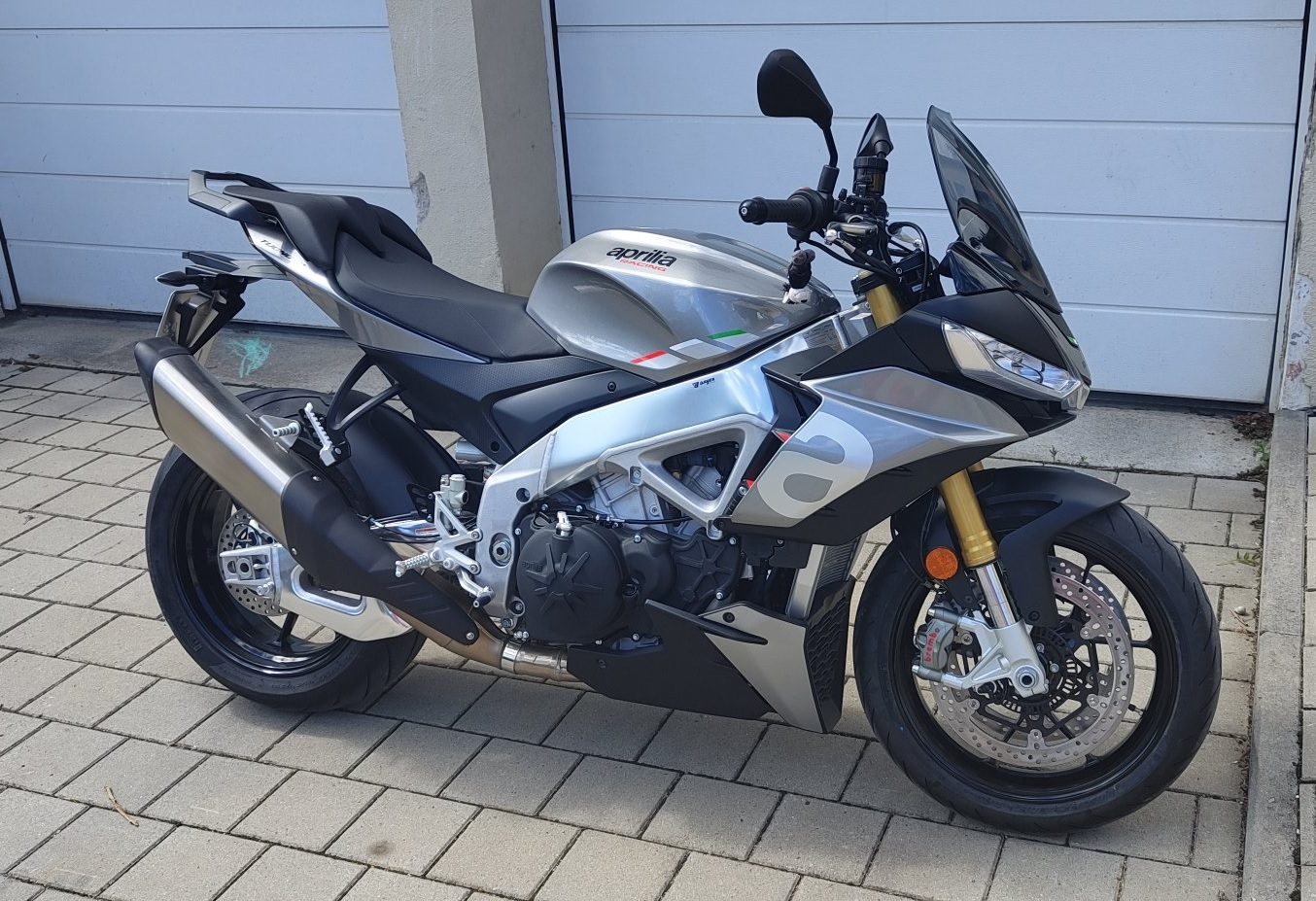
Aprilia Tuono V4 (2022)

Die Factory-Variante bleibt hingegen unverändert die hochwertigere und sportlichere Variante, weiterhin ausgestattet mit einem semiaktiven Fahrwerk von Öhlins, der Soziusabdeckung sowie dem tiefen Lenker und niedrigem Windschild.

### Technische Daten
|                           | Tuono V4 | Tuono V4 Factory |
| ------------------------- | --- | --- |
| Baujahr                   | 2021–2024 | 2021–2024 |
| Typenbezeichnung          | KZ | KZ |
| Basispreis                | 17.499 € | 20.999 € |
| Motorbauart               | 65°- V4-Zylinder, Viertakt, 4 Ventile pro Zylinder                                                                                                 | 65°- V4-Zylinder, Viertakt, 4 Ventile pro Zylinder |
| Hubraum                   | 1077 cm³ | 1077 cm³ |
| Bohrung x Hub             | 81 × 52,26 mm | 81 × 52,26 mm |
| Verdichtungsverhältnis    | k. A. | k. A. |
| Nennleistung              | 129 kW (175 PS) bei 11.350/min | 129 kW (175 PS) bei 11.350/min |
| max. Drehmoment           | 121 Nm bei 9.000/min | 121 Nm bei 9.000/min |
| Abgasnorm                 | Euro 5 | Euro 5 |
| Verbrauch (WMTC)          | 7,2 l/100 km | 7,2 l/100 km |
| CO2-Emission              | 170 g/km | 170 g/km |
| Kupplung                  | Mehrscheiben-Nasskupplung | Mehrscheiben-Nasskupplung |
| Höchstgeschwindigkeit     | k. A. | k. A. |
| Getriebe                  | 6-Gang-Getriebe | 6-Gang-Getriebe |
| Endübersetzungsverhältnis | 40 : 15 | 42 : 15 |
| Rahmen                    | Aluminium Brückenrahmen mit geschraubtem Rahmenheck; Sachs Lenkungsdämpfer                                                                         | Aluminium Brückenrahmen mit geschraubtem Rahmenheck; Öhlins Lenkungsdämpfer                                                                                                  |
| Radaufhängung vorne       | Sachs Upside-Down-Gabel, Ø 43 mm; Federvorspannung, Druck- und Zugstufe einstellbar                                                                | Semiaktive Öhlins NIX Upside-Down-Gabel, Ø 43 mm; Federvorspannung manuell einstellbar; Druck- und Zugstufe elektronisch über Smart EC 2.0 geregelt                          |
| Federweg vorne            | 120 mm | 120 mm |
| Radaufhängung hinten      | Aluminium-Zweiarmschwinge; Sachs Monofederbein; Federvorspannung, Druck- und Zugstufe einstellbar                                                  | Aluminium-Zweiarmschwinge; Semiaktives Öhlins TTX-Piggyback-Monofederbein; Federvorspannung manuell einstellbar; Druck- und Zugstufe elektronisch über Smart EC 2.0 geregelt |
| Federweg hinten           | 129 mm | 129 mm |
| Bereifung vorne           | 120/70 ZR 17; TL | 120/70 ZR 17; TL |
| Bereifung hinten          | 190/55 ZR 17; TL | 200/55 ZR 17; TL |
| Bremse vorne              | Radial montierte Brembo M50 4-Kolben-Monoblock-Bremssättel; Radialbremspumpe; Doppel-Scheibenbremse, Ø 330 mm; ABS; stahlummantelte Bremsleitungen | Radial montierte Brembo M50 4-Kolben-Monoblock-Bremssättel; Radialbremspumpe; Doppel-Scheibenbremse, Ø 330 mm; ABS; stahlummantelte Bremsleitungen                           |
| Bremse hinten             | Scheibenbremse, Ø 220 mm, ABS; stahlummantelte Bremsleitungen                                                                                      | Scheibenbremse, Ø 220 mm, ABS; stahlummantelte Bremsleitungen |
| Tankinhalt                | 18 l | 18 l |
| Maße (L × B × H)          | 2.070 × 810 × 1.170 mm | 2.070 × 810 × 1.170 mm |
| Radstand                  | 1450 mm | 1450 mm |
| Sitzhöhe                  | 837 mm | 837 mm |
| Leergewicht fahrfertig    | 209 kg | 209 kg |

### Pressestimmen
„Eingefleischte Tuono Fans betrachten vermutlich nur die ‚Factory‘ als einzig wahre Tuono. Doch durch die neue Positionierung der Tuono V4 bietet sich diese nun einer neuen Zielgruppe an. Die Factory bleibt wie sie ist: ein pfeilschnelles Nakedbike welches viel Fahrspaß bietet.“

## Einsatz im Motorsport

### Pikes Peak
2019 nahm Aprilia America am seit über 100 Jahren bestehenden Pikes Peak International Hill Climb Bergrennen teil. Der Fahrer Rennie Scaysbrook holte sich den Sieg in der „Heavyweight“-Klasse und den Titel „King of The Mountain“. Die Tuono V4 1100 Factory erreichte das Ziel in 9 Minuten und 44,963 Sekunden, die zu dem Zeitpunkt als neue Rekordzeit in die über 100-jährige Geschichte des US-Bergrennens einging. Da 2019 zudem aufgrund eines tödlichen Unfalls das letzte Jahr war, an dem Motorräder teilnehmen, hält die Tuono allgemein den Rekord für die schnellste Rundenzeit, die ein Motorrad jemals am Pikes Peak erreicht hat.

### Tuono Cup
In Portugal gibt es bereits seit mehreren Jahren den Tuono Cup.

## Zulassungszahlen
Die nachfolgenden Zulassungszahlen listen alle im jeweiligen Jahr in Deutschland zugelassenen Tuonos auf, die in diesem Artikel benannt sind. Somit sind die Modelle Tuono 125 sowie Tuono 660 kein Bestandteil der hier aufgeführten Zahlen.
| Jahr | Zugelassene Tuonos |
| ---- | ------------------ |
| 2018 | 7.112              |
| 2019 | 7.765              |
| 2020 | 7.972              |
| 2021 | 8.331              |
| 2022 | 8.589              |
| 2023 | 8.039              |